# Nemaha (Iowa)
Nemaha è un comune degli Stati Uniti d'America, situato nello Stato dell'Iowa, nella contea di Sac.